# Тёмный кристалл (фильм)
«Тёмный кристалл» (англ. The Dark Crystal) — американо-британский фэнтезийный кукольный фильм 1982 года режиссёров Джима Хенсона и Фрэнка Оза. Сюжет вращается вокруг магического камня «Тёмный кристалл», который был повреждён, из-за чего было нарушено равновесие порядка и хаоса.

## Сюжет
Действие фильма происходит в неком фантастическом мире, в котором за много сотен лет до начала событий фильма артефакт «тёмный кристалл» раскололся, что привело к появлению двух новых рас: скексисов и мистиков. Скексисы захватили власть над большей частью мира и частично истребили другие расы, частично же использовали их представителей, чтобы вытягивать из них с помощью оставшейся у них части тёмного кристалла жизненную энергию, продлевая тем самым свою жизнь.
Главным героем фильма является Джен, последний (как он считает) представитель расы гелфлингов, взятый на воспитание мистиками. По словам его старого учителя-мистика, он должен отыскать осколок тёмного кристалла до того, как «три солнца сойдутся», иначе скексисы будут вечно править миром.

## В ролях
- Джим Хенсон — Джен
- Кэтрин Маллен — Кира
- Фрэнк Оз — Огра
- Дэйв Гольц
- Барри Деннен — Казначей (голос)
- Стив Уитмайр — учёный (голос)
- Джерри Нельсон — Мастер ритуалов / умирающий император (голос)
- Луиз Голд
- Брайан Мюэль — Дизайнер
- Джек Пёрвис — Additional Performer

## Реакция критиков
Фильм получил неоднозначный приём после выхода, хотя был положительно оценён в последующие годы, став любимым у многих поклонников Хенсона и фэнтези. В настоящее время она имеет рейтинг 71 % на Rotten Tomatoes. Винсент Кэнби из The New York Times негативно отозвался о фильме, охарактеризовав его как «высушенный Толкин… без шарма, а также интереса». Кевин Томас дал ему более положительную оценку в Los Angeles Times: «… в отличие от многих фэнтезийных фильмов, „Тёмный кристалл“ показывает своё волшебство с первых кадров и смотрится столь оживлённо, что всё заканчивается прежде, чем вы осознаёте это. Вы остаётесь с чувством, что только что проснулись». Фильм получил премию «Сатурн» за лучший фильм-фэнтези и главный приз на Авориазском фестивале фантастических фильмов, наряду с тем, что был номинирован на премию «Хьюго» за лучшую постановку представления и премию BAFTA за наилучшие специальные визуальные эффекты.
Фильм был запрещён в Иране из-за его торжественной образности, которая была сочтена «кощунственной».
| Награды и номинации      | Награды и номинации | Награды и номинации                                                           | Награды и номинации |
| ------------------------ | ------------------- | ----------------------------------------------------------------------------- | ------------------- |
| Премия BAFTA             | 1984                | Лучшие специальные визуальные эффекты (Рой Филд, Брайан Смитис, Иэн Уингроув) | Номинация           |
| Премия «Сатурн»          | 1983                | Лучший фильм-фэнтези                                                          | Победа              |
| Премия «Сатурн»          | 1983                | Лучшие спецэффекты (Рой Филд, Брайан Смитис)                                  | Номинация           |
| Премия «Сатурн»          | 1983                | Лучший постер (Ричард Амсел)                                                  | Номинация           |
| Премия «Сатурн»          | 2008                | Лучшее DVD-издание классического фильма                                       | Номинация           |
| Кинофестиваль в Авориазе | 1983                | Гран-при (Джим Хенсон, Фрэнк Оз)                                              | Победа              |
| Премия «Хьюго»           | 1983                | Лучшая постановка (Джим Хенсон, Фрэнк Оз, Гари Кёртц, Дэвид Оделл)            | Номинация           |

## Приквел
30 августа 2019 года на платформе Netflix состоялся релиз сериала «Тёмный кристалл: Эпоха сопротивления».